# Pashai
Los pashai o pashayi (en persa: مردم پشه‌ای‎, en pastún: خلک مچان‎) son un grupo de etnolingüística dárdica que habita principalmente en el este del Afganistán. Son descendientes de un grupo indoario y han estado aislados hasta hace poco tiempo. Se estima que su población total es de 500.000 habitantes. Son una de las minorías étnicas más antiguas que se conocen en Afganistán.

## Geografía
Se concentran principalmente en las partes septentrionales de las provincias de Lagmán y Nangarhar, también en partes de Kunar, Kāpīsā, Parwān, Nūristān, y algunos pocos en Panjshīr. Algunos creen que los pashai son descendientes de los antiguos Gāndhārī. Muchos pashai se consideran a sí mismos pastúnes que hablan un "idioma especial", y muchos son bilingües en lengua materna como en pastún. Las comunidades pashai también pueden encontrarse en el distrito de Chitral del noroeste de la vecina Pakistán.

Pashae, o Pashie o ("Padshahi") son formas plurales atributivas, que significan el ("Reino" Padshahi"'). Los pashais se encuentran todavía con ese nombre en el distrito de Dari-e-noor de la provincia de Nangarhar, los distritos de Bamiyán y Lagmán en los valles del sur.

## Historia
Los pashai y los nuristaníes eran originarios de los valles de Kunar y Lagmán, y cerca de Jalalabad, en el este y noreste del Afganistán, hasta que fueron desplazados a una región montañosa menos fértil por la sucesivas olas de inmigración de los pastúnes de Gujjar. En general la mayoría de los pashai son  musulmanes en especial de la rama suní. y a menudo se les llama Kohistani, mientras que una minoría son musulmanes Nizaríes. El pueblo pashai originalmente practicaba el budismo y el hinduismo antiguo, junto con las religiones tribales.
Por el libro Tabakat-i-Akbari de Nizamuddin Ahmad, el emperador mogol Akbar había despachado a su hermano menor Mirza Muhammad Hakim, que era un acérrimo seguidor de la orden sufí Naqshbandiyya de mentalidad misionera, contra los infieles de Katwar en 1582. Hakim era un gobernador semiindependiente de Kabul. El Sifat-nama-yi Darviš Muhammad Hān-i Ğāzī de Cadí Muhammad Salim que acompañó a la expedición menciona sus detalles. El Sifat-nama le da a Muhammad Hakim el epíteto de Derviche Khan Gazi.
La invasión de Muhammad Darvish se abrió camino desde Lagmán hasta la aldea de Alishang, y se afirma que conquistó y convirtió 66 valles al islam. Después de conquistar los valles de Tajau y Nijrau en la zona de Panjshir, los cruzados establecieron un fuerte en Islamabad en la confluencia de los ríos Alishang y Alingar. Continuaron la incursión hasta Alishang e hicieron su último esfuerzo contra los no musulmanes de Alingar, luchando hasta Mangu, la frontera moderna entre las zonas de habla pashai y ashkun.